# Alchemilla sevangensis
Alchemilla sevangensis é uma espécie de rosácea do gênero Alchemilla, pertencente à família Rosaceae.